# ليزا ريتشاردسون
ليزا ريتشاردسون هي لاعبة كرلنغ دنماركية، ولدت في 23 يونيو 1966 في سكنيكتادي في الولايات المتحدة.

## وصلات خارجية
- ليزا ريتشاردسون على موقع الاتحاد الدولي للكرلنغ (الإنجليزية)
- ليزا ريتشاردسون على موقع اللجنة الأولمبية الدولية (الإنجليزية)
- ليزا ريتشاردسون على موقع أوليمبيديا (الإنجليزية)